# شش قهرمان و نصفی
شش قهرمان و نصفی یک سریال ایرانی به نویسندگی و کارگردانی حسین قناعت، تهیه کنندگی پرویز امیری و محصول سال ۱۳۹۸–۱۳۹۷ است. این سریال برای نخستین بار در عید نوروز سال ۱۳۹۸ از شبکه پنج پخش شد. این مجموعهٔ تلویزیونی در عید نوروز ۱۳۹۹ از شبکهٔ آی فیلم و شبکهٔ امید بازپخش شد.

## داستان
موضوع کلی شش قهرمان و نصفی به کارخانه مداد رنگی بازمی‌گردد که به دلایلی بعد از سال‌ها تعطیل می‌شود و چند کودک به کمک قهرمان اصلی سریال به نام «ارسلان میرمیرانی» در تلاش هستند تا آن را بازگشایی کنند.

## بازیگران
از جمله بازیگران شش قهرمان و نصفی به نام‌های زیر می‌توان اشاره کرد:
- اکبر عبدی (اکبر میرمیرانی - پدربزرگ ارسلان و پدر سورنا)
- شهرام قائدی (ارسلان میرمیرانی (جوانی) - نقش اصلی سریال)
- بیژن بنفشه‌خواه (سورنا میرمیرانی - پدر ارسلان)
- بهاره رهنما (ژینوس یا نسناس - غول چراغ جادو)
- ارژنگ امیرفضلی (قندی - شوفر و قاچاقچی)
- رؤیا میر علمی (الهه - مادر ارسلان)
- نادر سلیمانی (مسعود محمودی - پلیس و دوست کودکی ارسلان)
- مرتضی زارع (آقای یعقوبی - وکیل خانوادگی)
- رامین ناصر نصیر (سیروس - نوچه قندی)
- امیر غفارمنش (قدرت بی کله - همکلاسی کودکی ارسلان و نوچه قندی)
- حسین رفیعی (پرویز ابطحی)
- ساناز سماواتی (مژگان میرمیرانی - عمه ارسلان)
- عباس محبوب (مرتضی - نگهبان کارخانه)
- نفیسه روشن (کتایون شکوهی - همسایه کودکی ارسلان، شریک کارخانه و زن ارسلان)
- یوسف کرمی (خودش)
- حامد آهنگی (یأجوج - غول چراغ جادو و خواستگار ژینوس)
- زهره حمیدی (شهربانو با نام پیشین صد تومانی - مادر سیروس و در قسمت‌های آخر زن اکبر میرمیرانی)
- کیوان محمودنژاد (شاکی)
- مبین ذبیحی نژاد (صاحب مغازه)
- محمد شاکری (کودکیِ ارسلان میرمیرانی)
- امیرکیان عبدی[۱۰] (امیرکیان ابطحی - تکواندوکار، شاگرد حامد و پسرعموی یاس، مانلی و پارسیا)
- حامد هایدی (حامد مظفری - دوست کودکی ارسلان و مربی ایمان و امیرکیان)
- علیرضا درویش
- نادیا فرجی (ناهید - زن پرویز)
- علی عبدالشاهی
- ایمان امیری (ایمان ابطحی - تکواندوکار، شاگرد حامد، برادر امیرکیان و پسرعموی یاس، مانلی و پارسیا)
- مهدی سلمانی (مهدی ابطحی - تکواندوکار، شاگرد حامد، برادر امیرکیان و پسرعموی یاس، مانلی و پارسیا)
- پارسیا شکوری فرد (پارسیا ابطحی - برادر یاس و مانلی، پسر پرویز)
- یاس نوروزی (یاس ابطحی - دختر پرویز)
- مائده گچ برزاده
- مانلی قناعت (مانلی ابطحی - دختر پرویز)

## موسیقی
«محمدمهدی گورنگی»، به عنوان آهنگساز متن و تیتراژ، «ابوالحسن خوشرو» از خوانندگان نام آشنای موسیقی محلی مازندران به عنوان خواننده و «افشین علا» به عنوان شاعر تیتراژ در این سریال حضور داشته‌اند. موسیقی شش قهرمان و نصفی بر اساس نغمه‌های موسیقی فولکلور آهنگسازی و تنظیم شده‌است و در اجرای آن از نوازندگان محلی بهره برده شده‌است.

## حواشی
- «اکبر عبدی» در جریان بازی در سریال «شش قهرمان و نصفی» به دلیل تعریق شدید و افزایش فشار خون، راهی بیمارستان شد که با بازتاب گسترده در شبکه‌های مجازی همراه بود.[۱۴][۱۵][۱۶]
- «یوسف کرمی» قهرمان تکواندوی ایران و جهان در قسمت‌هایی از این سریال کمدی رزمی بازی کرده‌است.[۱۷][۱۸]
- «علی پروین» با حضور در پشت صحنه سریال «شش قهرمان و نصفی» از روند تولید این سریال دیدن کرد.[۱۹]
- طی یک برنامه، عوامل سریال «شش قهرمان و نصفی» با حضور در روابط عمومی صدا و سیما با مخاطبان خود به صورت زنده گفتگو کردند.[۲۰][۲۱]